# OGAE Second Chance Contest 1991
El V OGAE Second Chance Contest - OGAE SCC 1991 (Concurso OGAE Segunda Oportunidad) se llevó a cabo por cuarta vez consecutiva en Östersund, Suecia. En total, 15 países participaron en esta quinta edición en la cual Suiza y Yugoslavia compitieron por primera vez; Israel ha vuelto a competir después de su retiro del concurso del año anterior; Chipre y Países Bajos se retiran este año debido a que realizó una selección interna de su canción para Eurovisión por lo cual no pudieron participar.
Suecia ganó el concurso, por cuarta vez, con la canción «Tvillingsjäl» de Pernilla Wahlgren.

## Resultado Final
| N.º | País        | Intérprete                  | Canción                    | Lugar | Pts. |
| --- | ----------- | --------------------------- | -------------------------- | ----- | ---- |
| 02  | Suecia      | Pernilla Wahlgren           | «Tvillingsjäl»             | 1     | 106  |
| 12  | Grecia      | Lia Vissi                   | «Agapi Ti Gi»              | 2     | 83   |
| 5   | Israel      | Adam                        | «Yachad Na'amod»           | 3     | 78   |
| 04  | España      | Yossek                      | «Almas Perdidas»           | 4     | 76   |
| 01  | Reino Unido | Lorraine Craig              | «A Little Bit Of Heaven»   | 5     | 72   |
| 07  | Suiza       | Daniela Simons              | «Come Finirà»              | 5     | 72   |
| 08  | Italia      | Marco Masini                | «Perchè Lo Fai»            | 7     | 67   |
| 09  | Alemania    | Conny & Komplizen           | «Jedesmal»                 | 8     | 60   |
| 11  | Yugoslavia  | Zorana                      | «Ritam Ljubavi»            | 9     | 50   |
| 15  | Austria     | Tony Wegas                  | «Wunder Dieser Welt»       | 10    | 48   |
| 03  | Dinamarca   | Annette Heick & Egil Eldøen | «Du Er Musikken I Mit Liv» | 11    | 42   |
| 13  | Noruega     | Heidi Halvorsen             | «Ett Liv»                  | 12    | 34   |
| 06  | Portugal    | T & Gus                     | «Bye Lillie Bye»           | 13    | 33   |
| 14  | Irlanda     | Jane Hennessy               | «Dream Come True»          | 14    | 26   |
| 10  | Finlandia   | Mervi & Jake                | «Kauneimmaat Lauseet»      | 15    | 23   |

## Tabla de votaciones
| ......Participante..... | Pts. | Bandera del Reino Unido | Bandera de Suecia | Bandera de Dinamarca | Bandera de España | Bandera de Israel | Bandera de Portugal | Bandera de Suiza | Bandera de Italia | Bandera de Alemania | Bandera de Finlandia | Bandera de Yugoslavia | Bandera de Grecia | Bandera de Noruega | Bandera de Irlanda | Bandera de Austria |
| ----------------------- | ---- | ----------------------- | ----------------- | -------------------- | ----------------- | ----------------- | ------------------- | ---------------- | ----------------- | ------------------- | -------------------- | --------------------- | ----------------- | ------------------ | ------------------ | ------------------ |
| Reino Unido             | 72   |                         | 7                 | 8                    | 4                 | 6                 | 8                   | 4                | 6                 | 5                   |                      | 4                     |                   | 10                 | 7                  | 3                  |
| Suecia                  | 106  | 8                       |                   | 12                   | 7                 | 12                |                     | 12               | 7                 | 10                  | 10                   | 3                     | 2                 | 7                  | 6                  | 10                 |
| Dinamarca               | 42   | 2                       | 2                 |                      |                   | 5                 | 6                   | 3                | 5                 | 6                   |                      |                       | 4                 | 4                  |                    | 5                  |
| España                  | 76   |                         | 10                | 4                    |                   | 10                | 3                   | 6                | 1                 | 1                   |                      | 10                    | 12                | 1                  | 12                 | 6                  |
| Israel                  | 79   | 12                      | 1                 | 2                    | 2                 |                   | 2                   |                  | 12                | 7                   | 5                    | 12                    | 7                 | 8                  | 8                  |                    |
| Portugal                | 33   | 7                       | 3                 |                      |                   | 2                 |                     |                  |                   |                     | 4                    | 5                     | 8                 |                    |                    | 4                  |
| Suiza                   | 72   | 1                       | 5                 | 5                    | 10                | 7                 | 1                   |                  | 2                 | 4                   | 12                   | 7                     | 1                 | 12                 | 5                  |                    |
| Italia                  | 67   | 10                      |                   |                      | 12                | 4                 | 10                  | 8                |                   |                     | 7                    | 6                     | 10                |                    |                    |                    |
| Alemania                | 60   | 6                       |                   | 10                   | 8                 |                   | 7                   | 10               | 4                 |                     | 1                    |                       |                   | 2                  | 4                  | 8                  |
| Finlandia               | 23   | 3                       |                   | 1                    |                   | 1                 |                     | 1                | 10                | 3                   |                      |                       |                   |                    | 3                  | 1                  |
| Yugoslavia              | 50   | 4                       | 12                | 3                    | 5                 | 8                 |                     |                  | 3                 |                     | 8                    |                       | 5                 |                    |                    | 2                  |
| Grecia                  | 83   | 5                       | 4                 |                      | 6                 |                   | 12                  | 7                |                   | 12                  | 6                    | 8                     |                   | 6                  | 10                 | 7                  |
| Noruega                 | 34   |                         |                   |                      |                   | 3                 | 5                   |                  |                   | 8                   |                      | 2                     | 3                 |                    | 1                  | 12                 |
| Irlanda                 | 26   |                         | 6                 | 6                    | 3                 |                   |                     | 5                |                   |                     | 2                    | 1                     |                   | 3                  |                    |                    |
| Austria                 | 48   |                         | 8                 | 7                    | 1                 |                   | 4                   | 2                | 8                 | 2                   | 3                    |                       | 6                 | 5                  | 2                  |                    |

Fuente: 